# نیروگاه بادی استاک‌یارد هیل
نیروگاه بادی استاک‌یارد هیل (انگلیسی: Stockyard Hill Wind Farm) یک پروژه نیروگاه بادی در ویکتوریا (استرالیا) است. در ماه اکتبر ۲۰۲۲، پروژه تست بازهٔ انتظار را به پایان رساند و توسط اپراتور مارکت انرژی استرالیا و ارائه دهنده خدمات شبکه مورد تأیید قرار گرفت تا برای تولید برق با حداکثر ظرفیت ۵۱۱ مگاوات، برای بخش بازار ملی برق به تولید انرژی مبادرت ورزد.
سیر تکامل ایجاد این نیروگاه توسط ویندپاور استرالیا شروع شد و بوسیله شرکت اوریجین انرژی خریداری شد. این تأسیسات مشتمل بر ۱۴۹ توربین بادی در یک سایت به فاصله حدود ۳۵ کیلومتر در سمت غرب شهر بلرت، بین بیوفرت و اسکیپتن قرار دارد. در ماه دسامبر ۲۰۰۹، هزینه ساخت این نیروگاه ۹۰۰ میلیون دلار استرالیا (۷۵۰ میلیون دلار آمریکا) تخمین زده شده بود. طراحی اولیه متشکل از ۲۴۲ توربین بود که به ۱۵۷ توربین کاهش یافت. در ماه اکتبر ۲۰۱۰، وزیر برنامه‌ریزی ویکتوریا با ۱۵۷ توربین موافقت کرد.
در ماه مهٔ ۲۰۱۸، ساخت نیروگاه با طرحی مبتنی بر ۱۴۹ توربین شروع شد. در ماه دسامبر ۲۰۲۰، نصب نهایی توربین انجام شد و در ماه ژوئیه ۲۰۲۱، بهره‌برداری آغاز گردید. توربین‌های گلد ویند ۳اس (Goldwind 3S)، هر یک دارای ظرفیت ۳٫۵۷ مگاوات و بلندی هاب ۱۱۰ متر، و ارتفاع نهایی ۱۸۰ متر و قطر چرخانه ۱۴۰ متراست. پیش‌بینی شده این نیروگاه تا سالانه ۱۹۰۰ گیگا وات ساعت انرژی تولید کند و عملکرد ضریب ظرفیت آن حدود ۴۰٫۹ درصد باشد. این نیروگاه برق سالانه حدود ۴۲۵٬۰۰۰ خانه را تأمین خواهد کرد.